# خانه ساختیانچی
خانهٔ ساختیانچی؛ نام خانه‌ای تاریخی مربوط به دورهٔ پهلوی اول است و در شهرستان مشهد، شهر مشهد، خیابان امام خمینی، خیابان جنت، جنت۲، پلاک۷۸ واقع شده و این اثر در تاریخ ۱۵ دی ۱۳۹۵ با شمارهٔ ثبت ۳۱۶۴۴ به‌عنوان یکی از آثار ملی ایران به ثبت رسیده‌است.